# Iswilino (Kaliningrad, Prawdinsk)
Iswilino (russisch Извилино, deutsch Dettmitten) ist ein Ort in der russischen Oblast Kaliningrad und gehört zur Prawdinskoje gorodskoje posselenije (Stadtgemeinde Prawdinsk) im Rajon Prawdinsk.

## Geographische Lage
Iswilino liegt am rechten Ufer der Alle (russisch: Lawa) und 14 Kilometer nordöstlich der jetzigen Rajonshauptstadt und früheren Kreisstadt Prawdinsk. Durch den Ort verläuft die russische Fernstraße R 514. Eine Bahnanbindung besteht nicht.

## Geschichte
Die ehemals Dettmitten genannte Landgemeinde gehörte ab dem 3. Juli 1874 bis 1945 zum Amtsbezirk Plauen (russisch: Fedetowo), vom 13. Juni bis 2. Juli 1874 zum Amtsbezirk Leißienen (russisch: Rodniki) im Landkreis Friedland, ab 1927 zum Landkreis Bartenstein (Ostpr.) im Regierungsbezirk Königsberg der preußischen Provinz Ostpreußen. Im Jahre 1910 zählte der Ort 174 Einwohner.
Am 30. September 1928 gab die Gemeinde Dettmitten ihre Eigenständigkeit auf und schloss sich mit dem Gutsbezirk Groß Plauen zur neuen Landgemeinde Plauen zusammen.
Infolge des Zweiten Weltkrieges kam Dettmitten mit dem nördlichen Ostpreußen zur Sowjetunion und erhielt 1947 die russische Bezeichnung Iswilino. Heute ist der Ort innerhalb der russischen Oblast Kaliningrad eine als „Siedlung“ (russisch: possjolok) eingestufte Ortschaft innerhalb der Prawdinskoje gorodskoje posselenije (Stadtgemeinde Prawdinsk) im Rajon Prawdinsk.

## Kirche
Mit seiner fast ausnahmslos evangelischen Bevölkerung war Dettmitten vor 1945 in das Kirchspiel Allenburg  im Kirchenkreis Wehlau in der Kirchenprovinz Ostpreußen der Kirche der Altpreußischen Union eingepfarrt.
Heute liegt Iswilino im Einzugsbereich der evangelischen Gemeinde in Druschba, die eine Filialgemeinde der Auferstehungskirche in Kaliningrad ist. Sie gehört zur Propstei Kaliningrad in der Evangelisch-Lutherischen Kirche Europäisches Russland (ELKER).